# Foja
I Foja sono un gruppo musicale folk-rock italiano nato a Napoli.

## Storia del gruppo
I Foja nascono nel 2006.
La formazione ufficiale è composta da Dario Sansone (voce e chitarra), Ennio Frongillo (chitarra elettrica), Giuliano Falcone (basso elettrico) e Giovanni Schiattarella (batteria).
Nel gennaio del 2011 le etichette Full Heads e Materia Principale pubblicano il primo album Na Storia Nova. Il disco è anticipato dal singolo "'O sciore e 'o viento", videoclip animato per la regia di Alessandro Rak che supera ad oggi le 2.000.000 di views su YouTube.
Nel novembre del 2013 esce Dimane Torna 'O Sole, secondo disco pubblicato ancora per Full Heads e prodotto da Graf/Mad Entertainment. "’A Malìa", primo singolo estratto, partecipa alla colonna sonora del lungometraggio animato L'arte della felicità, per la regia di Alessandro Rak: presentata al Festival di Venezia, la pellicola vince, tra gli altri, il premio E.F.A. (l’Oscar europeo). Il brano, inoltre, è selezionato nella cinquina finale come "Miglior canzone originale" ai David di Donatello e ai Nastri d’Argento nell’anno 2014. Il secondo singolo, invece, è "Donna Maria" feat. Francesco Di Bella, il cui videoclip è diretto ancora da Rak. Il tour di "Dimane torna ‘o sole" si avvale della collaborazione di Luigi Scialdone (Erlend Oye, Fitness Forever): la sintonia creatasi sul palco porterà successivamente Scialdone a diventare uno dei produttori artistici della band. Il 9 gennaio 2016 la band chiude il tour alla Casa della Musica di Napoli: il concerto registra il tutto esaurito e più di 1000 persone all'esterno.
Il 27 giugno 2016 è una data storica: i Foja sono la prima rock band in assoluto a suonare in elettrico sul palcoscenico del Teatro San Carlo con Cagnasse Tutto, spettacolo presente nel cartellone del “Napoli Teatro Festival Italia” 2016. Il concerto – un altro sold out – vede alla regia Franco Dragone, storico direttore artistico del Cirque du Soleil. Un mese dopo, il 23 luglio 2016, sull’onda dell’entusiasmo, si esibiscono nella Piazza D’Armi di Castel Sant'Elmo a Napoli, alla presenza di 6000 persone circa.
Il 9 dicembre 2016 esce, in formato fisico e sugli store digitali, il terzo album in studio, ‘O treno che va, accompagnato dal lancio del primo singolo, "Cagnasse Tutto". Il tour del terzo album tocca le principali città italiane, e conclude la sua prima parte a marzo dell’anno successivo con il concerto alla Casa della Musica di Napoli ed un nuovo bagno di folla. Il 24 giugno 2017 al Newroz Festival la band sperimenta un live interattivo, dal titolo ’O treno che va - IlluStazioni: durante lo spettacolo, alcuni tra i più apprezzati illustratori italiani creano dal vivo le proprie opere, lasciandosi ispirare dalle canzoni dei Foja, che contemporaneamente vengono proiettate sullo schermo alle spalle del palco.
Per festeggiare la cittadinanza onoraria conferita a Diego Armando Maradona dal Sindaco di Napoli, il 5 luglio 2017 a Piazza del Plebiscito, i Foja aprono lo spettacolo diretto da Alessandro Siani con una versione inedita e travolgente di "Yes I Know My Way".
Il 15 dicembre dello stesso anno la Full Heads pubblica il doppio vinile, in tiratura limitata, di ’O treno che va, anticipato dal Lyric Video per la regia di Francesco Filippini dell’out-take "Curaggio", e che include un ulteriore inedito, lo strumentale "’E fronne".
Nel 2017 i Foja partecipano alla colonna sonora e compaiono anche con un cameo live in La parrucchiera, commedia diretta da Stefano Incerti, che firma anche la regia del videoclip di "Nunn’e cosa", secondo singolo estratto da ’O treno che va.
Il 14 settembre dello stesso anno Gatta Cenerentola, pellicola realizzata dallo stesso team che ha prodotto “L'arte della felicità”, è proiettata nelle sale italiane: la soundtrack include "A chi appartieni", terzo singolo estratto dall’ultimo album. Il film innovatore del cinema d’animazione – che vede Dario Sansone tra i quattro registi – raccoglie consensi di pubblico e critica alla 74ª edizione della Mostra del Cinema di Venezia, vince svariati premi ed è selezionato tra le 26 pellicole candidate a far parte della rosa delle nomination per l'Academy Awards, meglio conosciuto come Premio Oscar, per la categoria Miglior Film D'Animazione. Il 14 febbraio 2018 vengono annunciate le cinquine in lizza per il Premio dei David di Donatello 2018: sette le categorie in cui Gatta Cenerentola è candidata, tra cui quella di Miglior canzone originale con il brano "A chi appartieni".

## Influenze
Le loro influenze principali sono Pino Daniele, Tullio De Piscopo, James Senese, Enzo Avitabile, Tony Esposito, 24 Grana e Almamegretta.

## Formazione
Attuale
- Dario Sansone - voce, chitarra (2006-presente)
- Ennio Frongillo - chitarra elettrica (2010-presente)
- Giuliano Falcone - basso elettrico (2007-presente)
- Giovanni Schiattarella - batteria (2006-presente)
- Luigi Scialdone - chitarre, ukulele, mandolini (2013-presente)

Ex componenti
- Gennaro Russo - chitarra elettrica (2006-2008)
- Diego Abbate - chitarra elettrica (2008-2010)
- Mario Noviello - basso elettrico (2006-2007)

## Discografia

### Album in studio
- 2011 - ’Na Storia Nova
  1. 'A ballata do' diavolo (testo: Dario Sansone, musica: Dario Sansone)
  2. Se pò sbaglià (testo: Dario Sansone, musica: Dario Sansone)
  3. 'A Freva (testo: Dario Sansone, musica: Dario Sansone)
  4. Cose 'e pazze (testo: Dario Sansone, musica: Dario Sansone)
  5. Guerra Persa (testo: Dario Sansone, musica: Dario Sansone)
  6. 'O sciore e 'o viento (testo: Dario Sansone, musica: Dario Sansone)
  7. Natalina (testo: Dario Sansone, musica: Dario Sansone)
  8. Luna (testo: Dario Sansone, musica: Dario Sansone)
  9. Uocchie sicche (testo: Dario Sansone, musica: Dario Sansone)
  10. Ce voglio parla' (testo: Dario Sansone, musica: Dario Sansone)
  11. Vita (testo: Dario Sansone, musica: Dario Sansone)
  12. 'Na Storia Nova (ghost track) (testo: Dario Sansone, musica: Dario Sansone)
- 2013 - Dimane Torna 'O Sole
  1. 'A Malìa (testo: Dario Sansone, musica: Dario Sansone)
  2. E po' succere (testo: Dario Sansone, musica: Dario Sansone)
  3. Donna Maria (testo: Dario Sansone, musica: Dario Sansone)
  4. Da quale parte staje (testo: Dario Sansone, musica: Dario Sansone)
  5. 'A Notte (testo: Dario Sansone, musica: Dario Sansone)
  6. Dimme ca è overo (testo: Dario Sansone, musica: Dario Sansone)
  7. Marzo adda passà (testo: Dario Sansone, musica: Dario Sansone)
  8. Fesso e cuntento (testo: Dario Sansone, musica: Dario Sansone)
  9. Maletiempo (testo: Dario Sansone, musica: Dario Sansone)
  10. Chell ca ce stà (testo: Dario Sansone, musica: Dario Sansone)
  11. Nun te scurdà 'e chi vene (testo: Dario Sansone, musica: Dario Sansone)
  12. Ccà niente se fa (testo: Dario Sansone, musica: Dario Sansone)
  13. 'A canzone do tiempo (testo: Maurizio Capone, Dario Sansone, musica: Dario Sansone)
- 2016 - ’O Treno Che Va
  1. Cagnasse tutto (testo: Dario Sansone, musica: Dario Sansone)
  2. Gennaro è fetente (testo: Dario Sansone, musica: Dario Sansone)
  3. Chin 'e pensieri (testo: Dario Sansone, musica: Dario Sansone)
  4. Nun è cosa (testo: Dario Sansone, musica: Dario Sansone)
  5. 'O treno che va (testo: Dario Sansone, musica: Dario Sansone)
  6. Buongiorno Sofia (testo: Dario Sansone, musica: Dario Sansone)
  7. Aria 'e mare (testo: Dario Sansone, musica: Federico Renzulli, Dario Sansone)
  8. A chi appartieni (testo: Dario Sansone, musica: Dario Sansone)
  9. Famme partì (testo: Dario Sansone, musica: Dario Sansone)
  10. Dummeneca (testo: Dario Sansone, musica: Dario Sansone)
  11. Tutt' e duje (testo: Dario Sansone, musica: Dario Sansone)
  12. Nina e 'o cielo (testo: Dario Sansone, musica: Dario Sansone)
  13. Statte cu' mme (testo: Dario Sansone, musica: Dario Sansone)
  14. Duorme (testo: Dario Sansone, musica: Dario Sansone)
- 2022- Miracoli e Rivoluzioni
  1. Nunn’è ancora fernuta
  2. Duje comme nuje
  3. A costa stai pensando? (feat. Davide Toffolo)
  4. Santa Lucia (feat. Clementino)
  5. 'Na cosa sola
  6. Stella (feat. Lorenzo Hengeller)
  7. Pe' te sta' cchiu' vicino
  8. Addò se va
  9. Tu
  10. 'A mano 'e D10S (feat. Alejandro Romero)
  11. 'Nmiezo a niente (feat. Enzo Gragnaniello)
  12. L'urdema canzone

### Raccolte
- 2014 - Astrigneme Cchiù Forte (LP)
- 2015 - Foja Love Bag (2 CD)
- 2017 - ’O treno che va (LP)

### EP
- 2012 - Foja Live 24/02/2012

### Singoli
- 2011 - 'O sciore e 'o viento
- 2011 - Tu me accire
- 2013 - 'A malìa
- 2013 - Donna Maria feat. Francesco Di Bella
- 2014 - Da sule nun se vence maje
- 2015 - Che m'he fatto
- 2017 - Cagnasse tutto
- 2017 - Nunn'è cosa
- 2017 - A chi appartieni
- 2017 - Curaggio